# 云山青冈
云山青冈（学名：Cyclobalanopsis sessilifolia），又名毽子櫟，为壳斗科櫟屬下的一个种。